# 12—13-я линии Васильевского острова
12—13-я ли́нии  Васи́льевского о́строва — улица в Василеостровском районе Санкт-Петербурга. Проходит от набережной Лейтенанта Шмидта до набережной реки Смоленки.

## История
В начале XVIII века многие проезды Санкт-Петербурга назывались линиями, поскольку имели один ряд (одну линию) домов. В основном это были набережные рек и каналов. В «Описаниях российского императорского города Санкт-Петербурга» немецкий путешественник И. Г. Георги пишет: «Каждая из сих улиц разделяется в середине небольшими досками обкладенным каналом на две улицы; ряд домов в каждой из таких улиц называется линиею, в коих в каждой улице по две.» Первое упоминание линий на Васильевском острове относятся к 1710-м годам. По указу от 26 апреля 1767 года каналы были засыпаны, и получились обыкновенные проезды, однако стороны одной улицы сохранили разные номерные названия.
С 9 апреля 1936 года по 1 июня 1961 года улица служила границей Василеостровского и Свердловского районов. 12-я линия и территория к востоку от неё, а также острова Декабристов, Вольный и Серный относились к Василеостровскому району, 13-я линия и западнее — к Свердловскому.

## Достопримечательности
- Дом 1 — Морской корпус Петра Великого — Санкт-Петербургский военно-морской институт.
- Дом № 10 — Дом Семеновой.
- Дом № 13 — бывший дом архитектора Владимира Ивановича Упатчева, построен в 1913—1914 по собственному проекту, помощником выступил Михаил Иванович фон Вилькен. В современности здание занимает Санкт-Петербургский государственный институт психологии и социальной работы. С конца 2023 года дом имеет статус объекта культурного наследия[3][4].  7830491000
- Дом № 15 — доходный дом Н. В. Смирнова, построен в 1908 году проекту владельца[5].  7830492001
- Дом № 16 — доходный дом С. С. Лентца по проекту архитектора К. К. Шмидта.
- Дом № 17 — особняк Н. В. Смирнова, построен в 1890-м по собственному проекту.  7830492002
- Дом № 19, литера А — Дом О. М. Фогт и Б. А. Попова. Здание было построено в 1913 году для Ольги Марковны фон Фогт и Бориса Анфировича Попова по проекту Николая Алексеева. В 2022 году дом получил статус объекта культурного наследия[6].
- Дом № 20 — Центральная районная библиотека им. Ломоносова;
- Дом № 28 — Институт информатики и автоматизации РАН. Школа № 5 имени Карла Мая. В сентябре 2022 года установлена мемориальная доска в память об учениках—участниках Великой Отечественной войны[7].
- Дом № 29, литеры А, Б — дом Ивана Фёдоровича Смирнова, 1901—1912, арх-р Василий Пруссаков, фасады оформил Фридрих фон Постельс. До революции владельцем здания был математик Андрей Киселёв, среди известных жильцов — художник Александр Блинков[8];
- Дом № 29/53, литера А — доходный дом Арсения Афанасьевича Смирнова, 1911, арх-р Ипполит Претро. В 1912 году фасады были переоформлены в барокко по проекту Сергея Серафимова и обильно декорированы узорными решётками, лепниной, скульптурами и колоннами[8]. В начале 1950‑х годов рядом, на свободном участке, был выстроен дом, декоративное убранство которого в точности копирует фасады здания 1910‑х годов. Автор конструктивной части этого проекта советского времени не установлен[9]. В июне 2022 года КГИОП объявил о планах провести ремонт фасадов здания, начальная цена аукциона на выполнение работ составила 426 млн рублей[10];
- Дом № 30, литера А — дом В. И. Упатчева, А. И. Шульгина и И. Н. Реутова (Рабочего жилищного строительного кооперативного товарищества Металлостроя), 1914—1916[11];
- Дом № 31, 33, 35 — доходный дом Петра Александровича Бенигсена, построен в 1901—1902 году по проекту Владимира Курзанова в эклектичном стиле[12];
- Дом 41, корп. 1, литера Ж  781510327070005 — особняк Э. Э. Брёмме, деревянное здание 1851 года[13][14]. Ведётся реставрация, окончание работ запланировано на осень 2024[15].
- Дом № 50 — до 2005 года на этом участке находился центральный корпус Французского благотворительного общества, возведённый в 1887 году по проекту Павла Сюзора. В здании размещались приют, богадельня и церковь Викентия Паулинского. Дом забросили из-за ветхости в 1980-х, доведённое до аварийного состояния здание было признано КГИОП подлежащим сносу и демонтировано в 2005 году. На его месте ЗАО «ИВИ-93» собиралось открыть гостиницу, однако из-за кризиса 2008 года проект заморозили, успев построить только несущие конструкции. Десять лет спустя новый девелопер получил разрешение на их снос, по данным на 2021 год на участке планируют построить жилой дом[16][17].